# Idiocera (Idiocera) shannoni
Idiocera (Idiocera) shannoni is een tweevleugelige uit de familie steltmuggen (Limoniidae). De soort komt voor in het Nearctisch gebied.